# Reflectanță

Reflectanță a suprafeței pentru trei metale în funcție de lungimea de undă.

În fotometrie, reflectanța, denumită și factor de reflexie, este proporția luminii reflectate pe suprafața unui material. Este definită ca un raport dintre fluxul luminos reflectat ({\displaystyle \phi _{r}}) și fluxul luminos incident ({\displaystyle \phi _{0}}): 
Ea se exprimă în general sub forma unui procentaj.
Reflectanța unei suprafețe variază în general în funcție de lungimea de undă a luminii incidente. Curba care reprezintă reflectanța în funcție de lungimea de undă este denumită spectru de reflexie.
Reflectanța se utilizează în optică și în infografie, unde ea desemnează proporția luminii reflectate pe suprafața unui model infografic. În astronomie, spectrul de reflexie în infraroșu este utilizat pentru caracterizarea naturii mineralogice a suprafeței corpurilor cerești, îndeosebi micile corpuri din Sistemul Solar.

## Vocabular
În climatologie i se preferă termenul de albedo care desemnează proporția  de raze solare reflectată de diferite suprafețe terestre. Albedo este utilizat și în astronomie pentru a avea o idee privitoare la compoziția unui corp ceresc prea rece pentru a emite propria sa lumină.
În domeniile telecomunicațiilor și radarelor se folosește termenul de reflectivitate, definiția acestui termen este ușor diferită.